# Macrocentrum anychioides
Macrocentrum anychioides är en tvåhjärtbladig växtart som beskrevs av Henry Allan Gleason. Macrocentrum anychioides ingår i släktet Macrocentrum och familjen Melastomataceae. Inga underarter finns listade i Catalogue of Life.